# コーパスクリスティ (テキサス州)

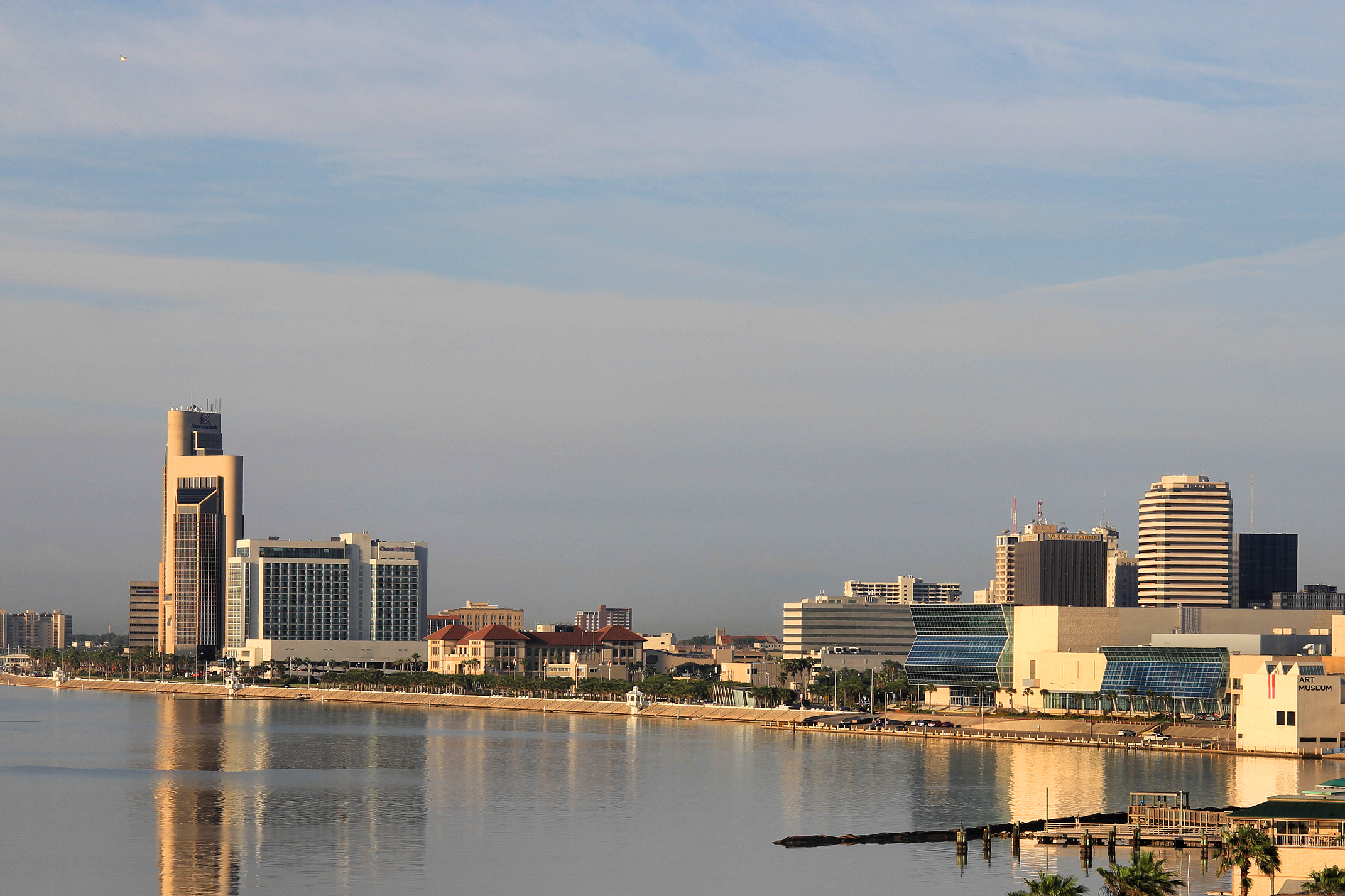
ダウンタウン・コーパスクリスティ

コーパスクリスティ（Corpus Christi）は、アメリカ合衆国テキサス州の都市。ニュエセス郡の郡庁所在地である。人口は31万7863人（2020年）で、テキサス州第8の都市である。メキシコ湾岸の港湾都市であり、リゾート地としての側面もある。
市名はラテン語で「キリストの体」という意味である。湾岸には油田が多くあり、石油精製工場や化学工場が発達し、穀物類の集散地でもあるため食品工業が発達している。
また、年間を通して気候が温暖で、テキサス州屈指のビーチであるパドレ・アイランドへの玄関口であるため、毎年北部諸州からWinter Texan（冬のテキサス人）と呼ばれる避寒客、観光客が訪れる。テキサス州立水族館やコーパスクリスティ科学歴史博物館など文化施設も多く見られ、見どころも多い。

## 地理

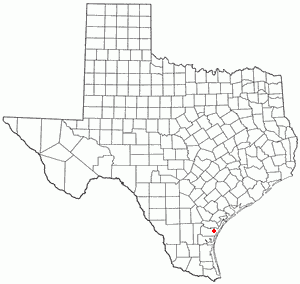
テキサス州内の位置

コーパスクリスティは、北緯27度44分34秒 西経97度24分7秒 / 北緯27.74278度 西経97.40194度（27.742857, -97.401927）に位置している。
アメリカ合衆国統計局によると、コーパスクリスティ市は総面積1,192.0km2（460.2mi2）である。このうち400.5km2（154.6mi2）が陸地で791.5km2（305.6mi2）が水域である。総面積の66.40%が水域となっている。

## 交通
市の玄関口となっている空港はコーパスクリスティ国際空港である。
コーパスクリスティはサンアントニオからの州間高速道路I-37の終点である。サンアントニオまでは約235キロメートル、車で2時間半ほどである。また、テキサス州最南端、メキシコ国境の町ブラウンズビルまでは国道US-77を南に約270キロメートル、4時間ほどである。
市内にはグレイハウンドと提携している「バレー・トランジット」のバスターミナルがあり、サンアントニオやヒューストンへバスの直行便が通じている。また、同社のバスは南へブラウンズビルへの路線も持っている。
地域交通局の運営する路線バスがコーパスクリスティ市内をカバーしている。この路線バスは、通称Bと呼ばれている。

## 見どころ

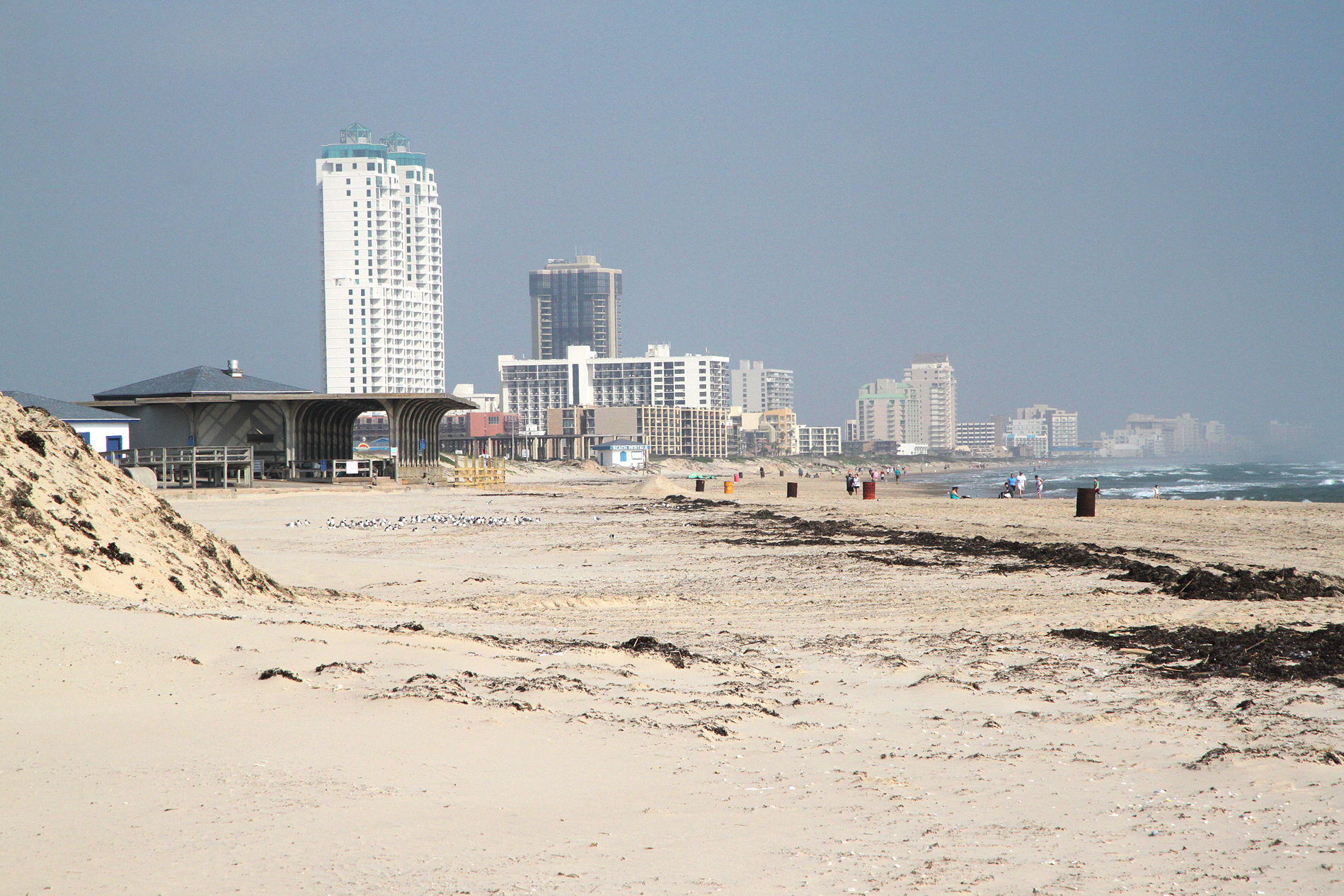
サウスパドレ・アイランド

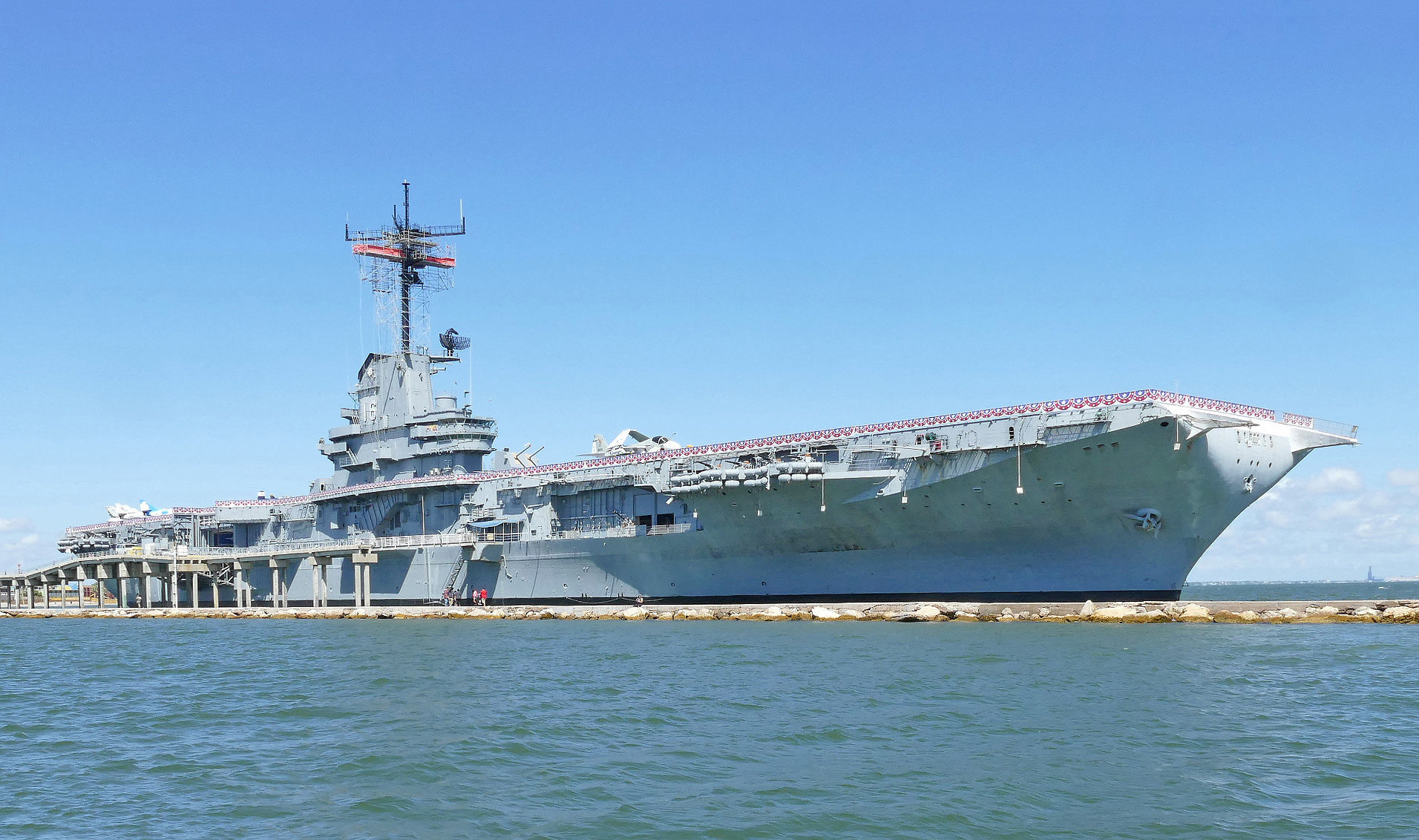
空母レキシントン

- パドレ・アイランド（Padre Island） - コーパスクリスティから南へブラウンズビルまでのメキシコ湾岸に連なるバリアー島。テキサス州屈指のビーチで、冬になるとWinter Texan（冬のテキサス人）と呼ばれる、北部諸州からの避寒客であふれる。
- 空母レキシントン博物館
- テキサス州立水族館（Texas State Aquarium）
- アジア文化博物館（Museum of Asian Cultures）
- コーパスクリスティ科学歴史博物館（Corpus Christi Museum of Science and History）
- 南テキサス美術館（South Texas Museum of Art）
- ハーバー・プレイハウス劇場（Harbor Playhouse） - 現在も営業している劇場としては州内最古の部類に入る
- ヘリテージ・パーク（Heritage Park） - 復元された古い民家が並ぶ
- コーパスクリスティ植物園（Corpus Christi Botanical Garden）

## 人口動勢
以下は2000年国勢調査における人口統計データである。
| 基礎データ - 人口: 277,454人 - 世帯数: 98,791世帯 - 家族数: 70,437家族 - 人口密度: 692.7人/km2（1,794.2人/mi2） - 住居数: 107,831軒 - 住居密度: 269.2軒/km2（697.3軒/mi2） 人種別人口構成 - 白人: 71.62% - アフリカ系アメリカ人: 4.67% - ネイティブ・アメリカン: 0.64% - アジア人: 1.28% - 太平洋諸島系: 0.08% - その他の人種: 18.58% - 混血: 3.13% - ヒスパニック・ラテン系: 54.33% | 年齢別人口構成 - 18歳未満: 28.1% - 18-24歳: 10.6% - 25-44歳: 29.2% - 45-64歳: 21.0% 65歳以上: 11.1% - 年齢の中央値: 33歳 - 性比（女性100人あたりの男性の人口） - 総人口: 95.6 - 18歳以上:92.2 世帯と家計（対世帯数） - 18歳未満の子供がいる: 36.1% - 結婚・同居している夫婦: 50.9% - 未婚・離婚・死別女性が世帯主: 15.4% - 非家族世帯: 28.7% - 単身世帯: 23.2% - 65歳以上の老人1人暮らし: 7.9% - 平均構成人数 - 世帯: 2.75 - 家族: 3.27 |

## メディア
雑誌
- Texas Coastal Enthusiast Magazine （英語）

新聞
- Corpus Christi Caller-Times （英語）

地元テレビ局
- KIII Ch. 3 (ABC) （英語）
- KRIS Ch. 6 (NBC) （英語）
- KZTV Ch. 10 (CBS) （英語）
- KEDT Ch. 16 (PBS) （英語）
- KTOV Ch. 21 (MNT) （英語）
- KDWB Ch. 23 (WB)
- KORO Ch. 28 (UNI)
- KDF Ch. 47 (FOX) （英語）
- KAJA Ch. 68 (TEL) （英語）

## 日本とのかかわり
コーパスクリスティは神奈川県横須賀市と姉妹都市提携を結んでいる。